# Anacleto Verrecchia

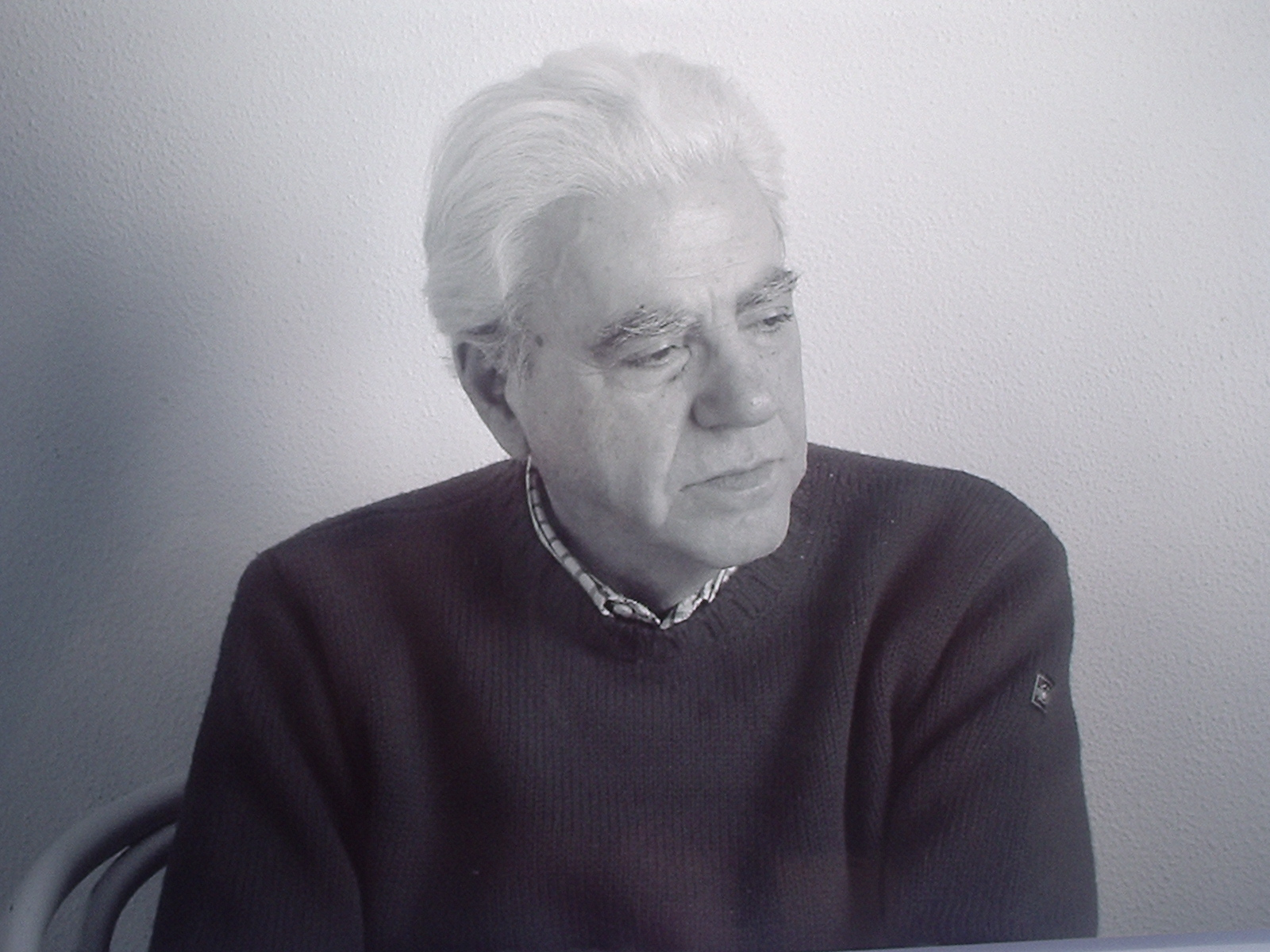
Anacleto Verrecchia (2010)

Anacleto Verrecchia (* 15. September 1926 in Vallerotonda/Provinz Frosinone; † 4. Februar 2012 in Turin) war ein italienischer Philosoph, Kulturkritiker und Essayist.

## Leben und Werk
Verrecchia promovierte in Germanistik an der Universität Turin und vertiefte seine Studien im Rahmen wiederholter
Deutschland-Aufenthalte, besonders in Berlin, wo er fast zuhause war. Später war er lange Jahre am Italienischen Kulturinstitut in Wien tätig. Verrecchia war Verfasser zahlreicher Bücher, die in Italien und im Ausland starke Beachtung fanden. Der Autor sah sich als apolitischen Menschen: Politik sei eine niedrige Form der Geistesaktivität. Vor allem mit Schopenhauer setzte er sich immer wieder auseinander, daneben mit Nietzsche und Lichtenberg. Er lebte lange in Turin.

## Veröffentlichungen in deutscher Sprache
- Lichtenberg und Volta. In Sudhoffs Archiv, Bd. 51, Heft 4, Dezember 1967.
- Die Verzauberung. Erzählung. In Literatur und Kritik, September/Oktober 1987, Nr. 217/218.
- Zarathustras Ende. Die Katastrophe Nietzsches in Turin, Böhlau Verlag, Wien und Köln, 1986.
- Georg Christoph Lichtenberg. Der Ketzer des deutschen Geistes, Böhlau Verlag, Wien und Köln, 1988.
- Giordano Bruno. Nachtfalter des Geistes. Böhlau Verlag, Köln und Weimar, 1999, ISBN 3-205-98881-7.